# W pętli ryzyka i fantazji
W pętli ryzyka i fantazji (jap. 偶然と想像 / Gūzen to sōzō) – japoński melodramat z 2021 roku w reżyserii Ryūsuke Hamaguchiego. Zdjęcia kręcono w Tokio, Jokohamie i Sendai. Film miał swoją premierę 1 marca 2021 roku w konkursie głównym na 71. MFF w Berlinie.

## Fabuła
Film składa się z trzech noweli, których tematyka dotyczy nietypowych przypadków i miłosnych doświadczeń. Losy trzech kobiet w wyniku losowych zdarzeń toczą się inaczej, niż te by tego chciały. W relacjach między bohaterami dochodzi do nieoczekiwanego trójkąta miłosnego, nieudanych uwodzeń i przypadkowych spotkań.

## Obsada
- Kotone Furukawa jako Meiko
- Ayumu Nakajima jako Kazuaki
- Hyunri jako Tsugumi
- Kiyohiko Shibukawa jako Segawa
- Katsuki Mori jako Nao
- Shouma Kai jako Sasaki
- Fusako Urabe jako Moka
- Aoba Kawai jako Nana[2]

## Odbiór

### Reakcja krytyków
Film spotkał się z bardzo dobrą reakcją krytyków. W agregatorze recenzji Rotten Tomatoes 99% ze 108 recenzji uznano za pozytywne. Z kolei w agregatorze Metacritic średnia ważona ocen z 19 recenzji wyniosła 86 punktów na 100.

## Nagrody i nominacje
| Nagroda                                                     | Kategoria                                                           | Wynik     |
| ----------------------------------------------------------- | ------------------------------------------------------------------- | --------- |
| 71. Międzynarodowy Festiwal Filmowy w Berlinie              | Złoty Niedźwiedź – Udział w konkursie głównym (Ryūsuke Hamaguchi)   | Nominacja |
| 71. Międzynarodowy Festiwal Filmowy w Berlinie              | Srebrny Niedźwiedź – Nagroda Grand Prix Jury (Ryūsuke Hamaguchi)    | Wygrana   |
| Amerykańskie Stowarzyszenie Krytyków Filmowych              | Najlepszy reżyser (Ryūsuke Hamaguchi) także za: Drive My Car (2021) | Wygrana   |
| Międzynarodowy Festiwal Operatorów Filmowych „Braci Manaki” | Złota Kamera – Udział w konkursie głównym (Yukiko Iioka)            | Nominacja |
| Stowarzyszenie Krytyków Filmowych z Florydy                 | Najlepszy reżyser (Ryūsuke Hamaguchi)                               | Nominacja |
| Stowarzyszenie Krytyków Filmowych z Florydy                 | Najlepsza obsada                                                    | Nominacja |
| Stowarzyszenie Krytyków Filmowych z Florydy                 | Najlepszy film zagraniczny                                          | Nominacja |
| Stowarzyszenie Krytyków Filmowych z Florydy                 | Najlepszy scenariusz oryginalny (Ryūsuke Hamaguchi)                 | Nominacja |